# П
П, п (en cursiva П, п), semblant a la lletra pi grega Π/π és la vint-i-setena lletra de l'alfabet ciríl·lic, emprada en tots els idiomes que l'empren, com el rus, el belarús, l'ucraïnès, el búlgar o el macedònic.

## Taula de codis
| Codificació de caràcters | Tipus     | Decimal | Hexadecimal | Octal  | Binari              |
| ------------------------ | --------- | ------- | ----------- | ------ | ------------------- |
| Unicode                  | Majúscula | 1055    | 041F        | 002037 | 0000 0100 0001 1111 |
| Unicode                  | Minúscula | 1087    | 043F        | 002077 | 0000 0100 0011 1111 |
| ISO 8859-5               | Majúscula | 191     | BF          | 277    | 1011 1111           |
| ISO 8859-5               | Minúscula | 223     | DF          | 337    | 1101 1111           |
| KOI 8                    | Majúscula | 240     | F0          | 360    | 1111 0000           |
| KOI 8                    | Minúscula | 208     | D0          | 320    | 1101 0000           |
| Windows 1251             | Majúscula | 207     | CF          | 317    | 1100 1111           |
| Windows 1251             | Minúscula | 239     | EF          | 357    | 1110 1111           |